# Türkiye Kupası 2021/22
Der Türkische Fußballpokal 2021/22 war die 60. Austragung des Fußballpokalwettbewerbs der Herren. Der Pokalwettbewerb startete am 7. September 2021 mit der 1. Hauptrunde und  wird mit dem Finale am 26. Mai 2022 enden.
Der Pokalsieger erhielt die Teilnahmeberechtigung für die Play-offs der UEFA Europa League 2022/23. Das Endspiel am 26. Mai 2022 gewann Sivasspor nach der Verlängerung gegen Kayserispor mit 3:2. Für Sivasspor war es der erste Titelgewinn in diesem Wettbewerb.

## Teilnehmende Mannschaften
| Süper Lig die 20 Vereine der Saison 2021/22 | TFF 1. Lig die 19 Vereine der Saison 2021/22 | TFF 2. Lig die 39 Vereine der Saison 2021/22 | TFF 3. Lig die 55 Vereine der Saison 2021/22 |
| Adana Demirspor Alanyaspor Altay Izmir Antalyaspor Beşiktaş Istanbul (TV) Çaykur Rizespor Fatih Karagümrük SK Fenerbahçe Istanbul Galatasaray Istanbul Gaziantep FK Giresunspor Göztepe Izmir Hatayspor Istanbul Başakşehir FK Kasımpaşa Istanbul Kayserispor Konyaspor Sivasspor Trabzonspor Yeni Malatyaspor | Adanaspor Altınordu Izmir Balıkesirspor Bandırmaspor BB Erzurumspor Boluspor Bursaspor Denizlispor Eyüpspor Gençlerbirliği Ankara Istanbulspor Keçiörengücü Kocaelispor Manisa FK Menemenspor MKE Ankaragücü Samsunspor Tuzlaspor Ümraniyespor | 24 Erzincanspor 1922 Konyaspor 1928 Bucaspor Adıyaman 1954 Spor Afjet Afyonspor Akhisarspor Amed SK Ankara Demirspor Ankaraspor Bayburt Özel İdare Spor Bodrumspor Çorum FK Diyarbekirspor Ergene Velimeşespor Eskişehirspor Etimesgut Belediyespor Hekimoğlu Trabzon İnegölspor Isparta 32 Spor Kahramanmaraşspor Karacabey Belediyespor Kastamonuspor Kırklarelispor Kırşehir Belediyespor Nazilli Belediyespor Niğde Anadolu FK Pazarspor Pendikspor Sakaryaspor Şanlıurfaspor Sarıyer SK Serik Belediyespor Sivas Belediyespor Somaspor Tarsus İdman Yurdu Turgutluspor Uşakspor Vanspor FK Zonguldak Kömürspor | 52 Orduspor FK 68 Aksaray Belediyespor 1954 Kelkit Belediyespor Ağrı 1970 Spor Alanya Kestelspor Altındağspor Arnavutköy Belediyespor Artvin Hopaspor Başkent Akademi FK Batman Petrolspor Bayrampaşaspor Belediye Derincespor Belediye Kütahyaspor Bergama Belediyespor Beyoğlu Yeniçarşıspor Bursa Yıldırımspor Büyükçekmece Tepecikspor Çankaya FK Çarşambaspor Çatalcaspor Ceyhanspor Darıca Gençlerbirliği Düzcespor Edirnespor Elazığ Karakoçan FK Elazığspor Erbaaspor Esenler Erokspor Fatsa Belediyespor Fethiyespor Gümüşhanespor Hacettepe SK Hendekspor İçel İdmanyurdu Iğdır FK İskenderunspor Kahta 02 Spor Karaköprü Belediyespor Karaman Belediyespor Kardemir Karabükspor Karşıyaka SK Kırıkkale Büyük Anadoluspor Kızılcabölükspor Kuşadasıspor Mardin 1969 Spor Modafenspor Nevşehir Belediyespor Ofspor Orduspor 1967 Osmaniyespor FK Sancaktepe FK Siirt İl Özel İdaresi SK Şile Yıldızspor Yeşilyurt Belediyespor Yomraspor |

## 1. Hauptrunde
Die Auslosung für die 1. Hauptrunde fand am 25. August 2021 statt. Die Spiele wurden am 7. und 8. September 2021 ausgetragen.
| Datum            |                          | Ergebnis        |               |
| ---------------- | ------------------------ | --------------- | ------------- |
| 07.09. 15:00 Uhr | Batman Petrolspor        | 0:1 (0:0)       | Hendekspor    |
| 08.09. 15:00 Uhr | Iğdır FK                 | 1:0 n. V.       | Orduspor 1967 |
| 08.09. 15:00 Uhr | Siirt İl Özel İdaresi SK | 0:1 n. V. (0:0) | Çankaya FK    |
| 08.09. 15:30 Uhr | Karaman Belediyespor     | 2:5 (1:3)       | Kahta 02 Spor |
| 08.09. 16:00 Uhr | Kuşadasıspor             | 3:0 (0:0)       | Modafenspor   |

## 2. Hauptrunde
Die Auslosung für die 2. Hauptrunde fand am 15. September 2021 statt. Die Spiele wurden vom 28. bis 30. September 2021 ausgetragen.
| Datum            |                          | Ergebnis              |                             |
| ---------------- | ------------------------ | --------------------- | --------------------------- |
| 28.09. 13:00 Uhr | Elazığspor               | 0:1 (0:0)             | Arnavutköy Belediyespor     |
| 28.09. 14:00 Uhr | Karaköprü Belediyespor   | 2:0 (1:0)             | Kızılcabölükspor            |
| 28.09. 14:30 Uhr | Nevşehir Belediyespor    | 3:0 (1:0)             | Fethiyespor                 |
| 28.09. 15:00 Uhr | Belediye Derincespor     | 2:1 (2:1)             | Erbaaspor                   |
| 28.09. 15:30 Uhr | Edirnespor               | 3:0 (1:0)             | Çatalcaspor                 |
| 28.09. 19:00 Uhr | İcel Idmanyurdu          | 1:1 n. V. (5:6 i. E.) | Düzcespor                   |
| 29.09. 13:00 Uhr | Çankaya FK               | 3:2 (1:0)             | Ofspor                      |
| 29.09. 14:00 Uhr | Artvin Hopaspor          | 2:0 (0:0)             | Başkent Akademi FK          |
| 29.09. 14:00 Uhr | 1954 Kelkit Belediyespor | 2:2 n. V. (2:3 i. E.) | Ceyhanspor                  |
| 29.09. 14:00 Uhr | Yomraspor                | 4:0 (2:0)             | Yeşilyurt Belediyespor      |
| 29.09. 14:00 Uhr | Ağrı 1970 Spor           | 1:0 n. V.             | Kuşadasıspor                |
| 29.09. 14:00 Uhr | Fatssa Belediyespor      | 1:0 n. V.             | Beyoğlu Yeniçarşıspor       |
| 29.09. 14:30 Uhr | Alanya Kestelspor        | 2:0 (1:0)             | Bursa Yıldırımspor          |
| 29.09. 14:30 Uhr | 68 Aksaray Belediyespor  | 3:0 (2:0)             | Bayrampaşaspor              |
| 29.09. 14:30 Uhr | Çarşambaspor             | 1:1 n. V. (4:2 i. E.) | Altındağspor                |
| 29.09. 15:00 Uhr | Büyükçekmece Tepecikspor | 2:2 n. V. (3:2 i. E.) | Kırıkkale Büyük Anadoluspor |
| 29.09. 15:00 Uhr | Şile Yıldızspor          | 0:0 n. V. (4:2 i. E.) | İskenderunspor              |
| 29.09. 15:00 Uhr | Bergama Belediyespor     | 1:1 n. V. (5:4 i. E.) | Sancaktepe FK               |
| 29.09. 15:30 Uhr | Hendekspor               | 1:3 (1:0)             | 52 Orduspor FK              |
| 29.09. 19:00 Uhr | Esenler Erokspor         | 1:1 n. V. (6:7 i. E.) | Osmaniyespor FK             |
| 30.09. 13:00 Uhr | Mardin 1969 Spor         | 1:0 (1:0)             | Gümüşhanespor               |
| 30.09. 14:00 Uhr | Iğdır FK                 | 0:0 n. V. (4:3 i. E.) | Elazığ Karakoçan FK         |
| 30.09. 14:30 Uhr | Hacettepe SK             | 1:3 n. V. (1:1)       | Kahta 02 Spor               |
| 30.09. 15:30 Uhr | Belediye Kütahyaspor     | 0:0 n. V. (2:4 i. E.) | Darıca Gençlerbirliği       |
| 30.09. 19:00 Uhr | Kardemir Karabükspor     | 1:3 n. V. (1:1)       | Karşıyaka SK                |

## 3. Hauptrunde
Die Auslosung für die 3. Hauptrunde fand am 1. Oktober 2021 statt. Die Spiele wurden vom 26. bis 28. Oktober 2021 ausgetragen.
Aufgrund der Überschwemmungen in der Türkei, welche sich von Mitte Juli 2021 bis August 2021 ereigneten und die Provinz Kastamonu betraf, meldete Kastamonuspor seine Teilnahme am Wettbewerb ab. Kastamonuspor wurde Giresunspor zugelost, Giresunspor kam automatisch in die 4. Hauptrunde weiter.
| Datum            |                        | Ergebnis              |                          |
| ---------------- | ---------------------- | --------------------- | ------------------------ |
| 26.10. 13:00 Uhr | MKE Ankaragücü         | 2:0 (1:0)             | Somaspor                 |
| 26.10. 14:00 Uhr | Amed SK                | 3:2 (0:2)             | Tarsus İdman Yurdu       |
| 26.10. 14:00 Uhr | Boluspor               | 1:0 (0:0)             | Çarşambaspor             |
| 26.10. 14:00 Uhr | Eyüpspor               | 2:0 (2:0)             | Bucaspor 1928            |
| 26.10. 14:00 Uhr | Akhisarspor            | 4:2 n. V. (2:2)       | Bergama Belediyespor     |
| 26.10. 15:30 Uhr | Altay Izmir            | 5:1 (2:1)             | Belediye Derincespor     |
| 26.10. 18:00 Uhr | Samsunspor             | 2:1 (1:1)             | 1922 Konyaspor           |
| 26.10. 20:45 Uhr | Adanaspor              | 2:0 (1:0)             | Adıyaman FK              |
| 27.10. 13:00 Uhr | Turgutluspor           | 1:2 (0:1)             | Mardin 1969 Spor         |
| 27.10. 13:00 Uhr | Kocaelispor            | 2:0 n. V.             | Bayburt Özel İdare Spor  |
| 27.10. 13:00 Uhr | Vanspor FK             | 1:0 (0:0)             | Zonguldak Kömürspor      |
| 27.10. 13:00 Uhr | Hekimoğlu Trabzon      | 1:1 n. V. (5:4 i. E.) | Düzcespor                |
| 27.10. 13:00 Uhr | Çorum FK               | 0:2 (0:0)             | Arnavutköy Belediyespor  |
| 27.10. 13:00 Uhr | 24 Erzincanspor        | 1:3 (0:1)             | 52 Orduspor FK           |
| 27.10. 13:30 Uhr | Serik Belediyespor     | 7:0 (2:0)             | Pazarspor                |
| 27.10. 13:30 Uhr | Kırşehir Belediyespor  | 3:2 (0:1)             | Darıca Gençlerbirliği    |
| 27.10. 13:30 Uhr | Ankara Demirspor       | 2:1 n. V. (1:1)       | Yomraspor                |
| 27.10. 13:30 Uhr | Etimesgut Belediyespor | 0:1 (0:0)             | Kahta 02 Spor            |
| 27.10. 13:30 Uhr | Keçiörengücü           | 0:0 n. V. (4:5 i. E.) | Ağrı 1970 Spor           |
| 27.10. 14:00 Uhr | Balıkesirspor          | 0:2 (0:0)             | Alanya Kestelspor        |
| 27.10. 14:00 Uhr | Afjet Afyonspor        | 3:1 (0:1)             | Sivas Belediyespor       |
| 27.10. 14:00 Uhr | Eskişehirspor          | 0:2 (0:0)             | Iğdır FK                 |
| 27.10. 14:00 Uhr | Kırklarelispor         | 0:1 (0:0)             | Osmaniyespor             |
| 27.10. 14:00 Uhr | Menemenspor            | 1:0 (0:0)             | Karşıyaka SK             |
| 27.10. 14:00 Uhr | Bodrumspor             | 3:1 n. V. (1:1)       | Isparta 32 Spor          |
| 27.10. 14:00 Uhr | Istanbulspor           | 5:0 (3:0)             | Ergene Velimeşespor      |
| 27.10. 14:00 Uhr | Uşakspor               | 1:1 n. V. (3:2 i. E.) | Nevşehir Belediyespor    |
| 27.10. 14:00 Uhr | Sarıyer SK             | 2:0 (1:0)             | Edirnespor               |
| 27.10. 14:00 Uhr | Denizlispor            | 1:1 n. V. (4:3 i. E.) | Şile Yıldızspor          |
| 27.10. 14:00 Uhr | Bandırmaspor           | 2:0 (0:0)             | Çankaya FK               |
| 27.10. 14:00 Uhr | Ankaraspor             | 2:0 (0:0)             | İnegölspor               |
| 27.10. 14:00 Uhr | Karacabey Belediyespor | 1:2 (0:1)             | Şanlıurfaspor            |
| 27.10. 14:00 Uhr | Manisa FK              | 1:0 (1:0)             | Fatsa Belediyespor       |
| 27.10. 15:30 Uhr | BB Erzurumspor         | 0:0 n. V. (5:6 i. E.) | Nazilli Belediyespor     |
| 27.10. 18:00 Uhr | Bursaspor              | 6:1 (4:1)             | Ceyhanspor               |
| 27.10. 20:45 Uhr | Kayserispor            | 3:0 n. V.             | Artvin Hopaspor          |
| 28.10. 13:00 Uhr | Ümraniyespor           | 3:1 n. V. (1:1)       | Kahramanmaraşspor        |
| 28.10. 14:00 Uhr | Gençlerbirliği Ankara  | 3:1 (0:0)             | Pendikspor               |
| 28.10. 14:00 Uhr | Altınordu Izmir        | 5:3 n. V. (3:3)       | Büyükçekmece Tepecikspor |
| 28.10. 14:00 Uhr | Tuzlaspor              | 0:1 (0:1)             | 68 Aksaray Belediyespor  |
| 28.10. 15:30 Uhr | Sakaryaspor            | 2:1 (1:1)             | Karaköprü Belediyespor   |
| 28.10. 18:00 Uhr | Antalyaspor            | 5:0 (4:0)             | Diyarbekirspor           |
| 28.10. 20:45 Uhr | Adana Demirspor        | 3:0 (1:0)             | Niğde Anadolu FK         |

## 4. Hauptrunde
Die Auslosung für die 4. Hauptrunde fand am 2. November 2021 statt. Die Spiele wurden vom 30. November bis 2. Dezember 2021 ausgetragen.
| Datum            |                        | Ergebnis              |                         |
| ---------------- | ---------------------- | --------------------- | ----------------------- |
| 30.11. 13:00 Uhr | Bandırmaspor           | 5:0 (2:0)             | Şanlıurfaspor           |
| 30.11. 13:00 Uhr | Kasımpaşa Istanbul     | 5:0 (1:0)             | Alanya Kestelspor       |
| 30.11. 14:00 Uhr | Istanbulspor           | 2:3 (0:2)             | Afjet Afyonspor         |
| 30.11. 14:00 Uhr | Gençlerbirliği Ankara  | 1:1 n. V. (2:4 i. E.) | Mardin 1969 Spor        |
| 30.11. 15:00 Uhr | Bursaspor              | 2:1 n. V. (1:1)       | Kırşehir Belediyespor   |
| 30.11. 15:00 Uhr | Altay Izmir            | 4:2 (0:2)             | Manisa FK               |
| 30.11. 17:00 Uhr | Istanbul Başakşehir FK | 1:1 n. V. (1:3 i. E.) | Bodrumspor              |
| 30.11. 19:00 Uhr | Adana Demirspor        | 5:0 (5:0)             | Serik Belediyespor      |
| 30.11. 21:00 Uhr | Antalyaspor            | 4:0 (1:0)             | Amed SK                 |
| 1.12. 13:00 Uhr  | Çaykur Rizespor        | 0:1 (0:0)             | Ankaraspor              |
| 1.12. 14:00 Uhr  | Boluspor               | 4:2 (2:0)             | 52 Orduspor FK          |
| 1.12. 14:00 Uhr  | Altınordu Izmir        | 1:3 (0:1)             | 68 Aksaray Belediyespor |
| 1.12. 14:00 Uhr  | Samsunspor             | 4:0 (1:0)             | Uşakspor                |
| 1.12. 14:00 Uhr  | Denizlispor            | 3:0 (0:0)             | Ağrı 1970 Spor          |
| 1.12. 15:00 Uhr  | Adanaspor              | 1:2 (0:2)             | Kocaelispor             |
| 1.12. 15:00 Uhr  | Fatih Karagümrük SK    | 2:0 (1:0)             | Sarıyer SK              |
| 1.12. 17:00 Uhr  | Alanyaspor             | 6:0 (1:0)             | Osmaniyespor FK         |
| 1.12. 19:00 Uhr  | Kayserispor            | 4:0 (2:0)             | Iğdır FK                |
| 1.12. 21:00 Uhr  | Hatayspor              | 1:1 n. V. (5:4 i. E.) | Eyüpspor                |
| 2.12. 13:00 Uhr  | Giresunspor            | 4:2 (2:0)             | Ankara Demirspor        |
| 2.12. 13:00 Uhr  | Ümraniyespor           | 3:2 (0:1)             | Arnavutköy Belediyespor |
| 2.12. 14:00 Uhr  | Menemenspor            | 3:0 (2:0)             | Hekimoğlu Trabzon       |
| 2.12. 15:00 Uhr  | Yeni Malatyaspor       | 3:1 n. V. (0:0)       | Akhisarspor             |
| 2.12. 15:00 Uhr  | MKE Ankaragücü         | 3:0 (0:0)             | Nazilli Belediyespor    |
| 2.12. 17:00 Uhr  | Göztepe Izmir          | 5:0 (2:0)             | Kahta 02 Spor           |
| 2.12. 19:00 Uhr  | Konyaspor              | 3:1 (1:1)             | Vanspor FK              |
| 2.12. 21:00 Uhr  | Gaziantep FK           | 3:1 (3:1)             | Sakaryaspor             |

## 5. Hauptrunde
Die Auslosung für die 5. Hauptrunde fand am 3. Dezember 2021 statt. Die Spiele wurden vom 28. Dezember bis 30. Dezember 2021 ausgetragen.
| Datum            |                      | Ergebnis              |                         |
| ---------------- | -------------------- | --------------------- | ----------------------- |
| 28.12. 13:00 Uhr | Kasımpaşa Istanbul   | 5:3 n. V. (2:2)       | Kocaelispor             |
| 28.12. 15:00 Uhr | Hatayspor            | 1:0 (0:0)             | Menemenspor             |
| 28.12. 17:00 Uhr | Antalyaspor          | 2:1 (1:0)             | Giresunspor             |
| 28.12. 18:30 Uhr | Trabzonspor          | 1:0 (0:0)             | Boluspor                |
| 28.12. 21:00 Uhr | Galatasaray Istanbul | 3:3 n. V. (5:6 i. E.) | Denizlispor             |
| 29.12. 13:00 Uhr | Alanyaspor           | 5:0 (3:0)             | Mardin 1969 Spor        |
| 29.12. 15:00 Uhr | Fatih Karagümrük SK  | 4:0 (4:0)             | Bodrumspor              |
| 29.12. 17:00 Uhr | Adana Demirspor      | 3:2 (1:2)             | Ankaraspor              |
| 29.12. 18:30 Uhr | Göztepe Izmir        | 1:0 (1:0)             | Samsunspor              |
| 29.12. 21:00 Uhr | Fenerbahçe Istanbul  | 2:0 n. V.             | Afjet Afyonspor         |
| 30.12. 13:00 Uhr | Yeni Malatyaspor     | 2:3 (1:2)             | Bandırmaspor            |
| 30.12. 15:00 Uhr | Kayserispor          | 4:0 (2:0)             | 68 Aksaray Belediyespor |
| 30.12. 15:00 Uhr | Konyaspor            | 2:0 (0:0)             | Ümraniyespor            |
| 30.12. 17:00 Uhr | Sivasspor            | 2:1 (1:0)             | MKE Ankaragücü          |
| 30.12. 18:30 Uhr | Gaziantep FK         | 1:1 n. V. (5:4 i. E.) | Bursaspor               |
| 30.12. 21:00 Uhr | Beşiktaş Istanbul    | 1:0 (0:0)             | Altay Izmir             |

## Achtelfinale
Die Auslosung für das Achtelfinale fand am 14. Januar 2022 statt. Die Spiele wurden vom 8. bis 10. Februar 2022 ausgetragen.
| Datum            |                     | Ergebnis              |                 |
| ---------------- | ------------------- | --------------------- | --------------- |
| 08.02. 14:30 Uhr | Kasımpaşa Istanbul  | 1:2 (1:1)             | Gaziantep FK    |
| 08.02. 17:30 Uhr | Fatih Karagümrük SK | 5:4 n. V. (4:4)       | Konyaspor       |
| 08.02. 20:30 Uhr | Fenerbahçe Istanbul | 0:1 (0:0)             | Kayserispor     |
| 09.02. 13:30 Uhr | Bandırmaspor        | 2:4 (1:2)             | Sivasspor       |
| 09.02. 17:30 Uhr | Hatayspor           | 0:2 (0:0)             | Antalyaspor     |
| 09.02. 20:30 Uhr | Denizlispor         | 1:2 (0:1)             | Trabzonspor     |
| 10.02. 17:30 Uhr | Alanyaspor          | 1:1 n. V. (4:2 i. E.) | Adana Demirspor |
| 10.02. 20:30 Uhr | Beşiktaş Istanbul   | 0:0 n. V. (3:1 i. E.) | Göztepe Izmir   |

## Viertelfinale
Die Auslosung für das Viertel- und Halbfinale fand am 11. Februar 2022 statt. Die Spiele wurden vom 1. bis 3. März 2022 ausgetragen.
| Datum            |                   | Ergebnis        |                     |
| ---------------- | ----------------- | --------------- | ------------------- |
| 01.03. 20:30 Uhr | Trabzonspor       | 2:0 (1:0)       | Antalyaspor         |
| 02.03. 17:00 Uhr | Sivasspor         | 1:0 (0:0)       | Fatih Karagümrük SK |
| 02.03. 20:30 Uhr | Beşiktaş Istanbul | 1:2 (1:1)       | Kayserispor         |
| 03.03. 20:30 Uhr | Alanyaspor        | 2:1 n. V. (1:1) | Gaziantep FK        |

## Halbfinale
|             | Gesamt |             | Hinspiel  | Rückspiel |
| ----------- | ------ | ----------- | --------- | --------- |
| Trabzonspor | 3:4    | Kayserispor | 1:0 (0:0) | 2:4 (1:0) |
| Alanyaspor  | 2:3    | Sivasspor   | 1:2 (1:1) | 1:1 (0:0) |

## Finale
| Paarung        | Kayserispor – Sivasspor |
| Ergebnis       | 2:3 n. V. (1:1, 1:0) |
| Datum          | 26. Mai 2022 um 20:45 Uhr |
| Stadion        | Atatürk-Olympiastadion, Istanbul |
| Zuschauer      | 27.798 |
| Schiedsrichter | Halil Umut Meler (Izmir) |
| Tore           | 1:0 Civelek (33.) 1:1 Appindangoyé (60.) 1:2 Gradel (95.) 2:2 Parlak (107.) 2:3 Konaté (113.) |
| Kayserispor    | Silviu Lung Jr. – Lionel Carole, Joseph Attamah, Majid Hosseini, Onur Bulut – Olivier Kemen (100. İlhan Parlak), Mame Thiam (100. Abdulkadir Parmak), Ramazan Civelek (90.+3' İbrahim Akdağ), Andrea Bertolacci (85. Gustavo Campanharo), Emrah Başsan – Mustafa Pektemek (78. Mario Gavranovic) Cheftrainer: Hikmet Karaman        |
| Sivasspor      | Ali Şaşal Vural – Uğur Çiftçi, Aaron Appindangoyé, Caner Osmanpaşa, Ahmet Oğuz – Hakan Arslan , Max Gradel (117. Dimitrios Goutas), Fredrik Ulvestad (120.+4' Kerem Atakan Kesgin), Faycal Fajr (120.+4' Ziya Erdal), Erdoğan Yeşilyurt (99. Olarenwaju Kayode) – Mustapha Yatabaré (111. Moussa Konaté) Cheftrainer: Rıza Çalımbay |
| Gelbe Karten   | Carole (74.), Akdağ (105.) – Yeşilyurt (95.), Konaté (120.) |
| Besonderheiten | Spieler des Spiels: Silviu Lung Jr. |